# 9187 Вальтеркрелль
9187 Вальтеркрелль (9187 Walterkröll) — астероїд головного поясу, відкритий 12 вересня 1991 року.
Тіссеранів параметр щодо Юпітера — 3,498.